# Hagtjärnet (Köla socken, Värmland, 663419-129235)
Hagtjärnet är en sjö i Eda kommun i Värmland och ingår i Göta älvs huvudavrinningsområde. Sjön har en area på 0,0562 kvadratkilometer och ligger 251,3 meter över havet.

## Delavrinningsområde
Hagtjärnet ingår i det delavrinningsområde (663206-129203) som SMHI kallar för Utloppet av Hemsjön. Medelhöjden är 210 meter över havet och ytan är 11,69 kvadratkilometer. Det finns inga avrinningsområden uppströms utan avrinningsområdet är högsta punkten. Vattendraget som avvattnar avrinningsområdet har biflödesordning 3, vilket innebär att vattnet flödar genom totalt 3 vattendrag innan det når havet efter 330 kilometer. Avrinningsområdet består mestadels av skog (71 procent). Avrinningsområdet har 1,79 kvadratkilometer vattenytor vilket ger det en sjöprocent på 15,3 procent.